# KkStB 7 sorozatú szerkocsi
A kkStB 7 sorozatú szerkocsi egy szerkocsisorozat volt az osztrák Császári és Királyi Osztrák Államvasutaknál (k.k. österreichischen Staatsbahn, kkStB). Melyek eredetileg szerkocsik eredetileg a cs. kir. szab. osztrák Államvasút-Társaságtól (österreichisch-ungarischen Staatseisenbahn-Gesellschaft, StEG) származtak.
A StEG 1883-ban szerezte be ezeket a szerkocsikat Strousbergtől Hannoverből és a saját mozdonygyárától.
A StEG  államosítása után a kkStB ezeket a szerkocsikat a kkStB 7 szerkocsi sorozatba osztotta,  és továbbra is a StEG eredetű mozdonyokhoz kapcsolta.

## A szerkocsik műszaki adatai
| StEG 23 / StEG 23.5 / StEG 24 / kkStB 7 | StEG 23 / StEG 23.5 / StEG 24 / kkStB 7 | StEG 23 / StEG 23.5 / StEG 24 / kkStB 7 | StEG 23 / StEG 23.5 / StEG 24 / kkStB 7 |
| Műszaki adatok                          | Műszaki adatok                          | Műszaki adatok                          | Műszaki adatok                          |
| --------------------------------------- | --------------------------------------- | --------------------------------------- | --------------------------------------- |
|                                         | StEG 23                                 | StEG 23.5                               | StEG 24                                 |
|                                         | 7.01–26                                 | 7.27–28                                 | 7.31–60                                 |
| Tengelyek száma:                        | 2                                       | 2                                       | 2                                       |
| Tengelytávolság:                        | 3000 mm                                 | 3000 mm                                 | 2800 mm                                 |
| Kerékátmérő:                            | 1220 mm                                 | 1220 mm                                 | 1220 mm                                 |
| Vízkészlet:                             | 10,0 m³                                 | 10,0 m³                                 | 10,0 m³                                 |
| Tüzelőanyahgkészlet:                    | 3,9 m³                                  | 3,9 m³                                  | 3,9 m³                                  |
| Üres tömeg:                             | 12,2 t                                  | 12,2 t                                  | 12,0 t                                  |
| Szolgálati tömeg:                       | 25,5 t                                  | 25,5 t                                  | 24,9 t                                  |
| Kapcsolt mozdonyok típusa:              | 5                                       | 105                                     | 205                                     |

## Fordítás
- Ez a szócikk részben vagy egészben  a   kkStB Tenderreihe 7 című német Wikipédia-szócikk fordításán alapul.  Az eredeti cikk szerkesztőit annak laptörténete sorolja fel. Ez a jelzés csupán a megfogalmazás eredetét és a szerzői jogokat jelzi, nem szolgál a cikkben szereplő információk forrásmegjelöléseként.